# متلازمة كورارينو
متلازمة كورارينو (بالإنجليزية: Currarino syndrome) (أيضاً تعرف بكورارينو الثلاثي) هو عيب خلقي وراثي حيث يكون العصعص (الفقرات الملتصقة تكون الجزء الخلفي من الحوض) ليس مكوناً بشكل صحيح، ويكون هناك كتلة في منطقة أمام العجز في مقدمة العصعص وتشوهات في فتحة الشرج والمستقيم. وأيضاً قد تسبب سنسنة مشقوقة وورم مسخي.
الورم المسخي يعتبر غالباً شكل مختلف من الورم المسخي العجزي العصعصي. مع ذلك الورم المسخي هو صفة من صفات متلازمة كورارينو التي قد تكون مختلفه.

## علم الوراثة
تعتبر هذه المتلازمة سمة صبغية جسمية وراثية سائدة ناتجة عن طفرة في جين الصندوق المشابه HLXB9. أول سلسلة كبيرة من الحالات المصابة بمتلازمة كورارينو كانت مطابقة وراثياً لطفرات HLXB9في عام 2000 وقد تبين أن هذه الوحدة الوراثية مسبب محدد لهذه المتلازمة لكنه ليس كذلك للأشكال الأخرى من عدم تخلق العجز. وقد نُشرت الدراسة في الصحيفة الأمريكية لعلم وراثة الإنسان.